# Antoni Balmanya i Ros
Antoni Balmanya i Ros (la Bisbal d'Empordà, 7 d'octubre de 1846 – Espolla, 21 de març de 1915) fou un mestre i renovador pedagògic català.

## Biografia
Fill d'una família de comerciants de la Bisbal, va entrar a treballar d'ajudant de qui havia estat el seu mestre Joan Clarà. El 1863 va anar a Girona per estudiar magisteri i tres anys més tard tornava a treballar amb Clarà, ara ja titulat. El seguí fins a Santa Coloma de Farners on havia estat destinat, fins que el maig de 1867 el van destinar a Castell d'Aro. En aquest destí només hi va restar uns mesos, ja que el febrer de l'any següent el van assignar a l'escola d'Espolla on va restar fins que es va jubilar el 19 de juliol de 1908.
Com a mestre fou un renovador de la pedagogia en uns moments que l'educació no era una prioritat ni per les autoritats ni per les famílies. El seu sistema consistia amb el fet que els alumnes més grans o espavilats ajudaven als més petits o lents, en aules que sovint estaven massificades. El 1881 el seu sistema i l'Escola d'Espolla van rebre d'acord amb l'article 114 de la Llei Moyano de 1857,el reconeixement amb el títol d'Escola Model, que servia per a ensenyar pedagogia a altres mestres. Totes aquestes renovacions les va donar a conèixer en diverses associacions de mestres de les quals era membre, així com en diverses publicacions.
Rebé la Creu d'Isabel la Catòlica i la Creu d'Alfons XII.
El 1905 va ocupar el primer lloc en l'escalafó de mestres de la Província. Durant els darrers anys de la seva vida va rebre diferents premis i reconeixements. Potser un dels més importants fou quan el 1907 el poble d'Espolla, a més d'atorgar-li una pensió vitalícia, li va dedicar el carrer on vivia i que encara ara porta el seu nom. El 1992, encara va rebre un altre homenatge, quan l'escola del poble va passar a anomenar-se CEIP Antoni Balmanya i Ros. No va ser el primer, ja que a Barcelona ja hi havia un col·legi amb el seu nom.

## Treball extraescolar
Per un costat va treballar i ajudar en tot el que va poder al poble d'Espolla. A l'Ajuntament a l'hora de configurar censos i de fer gestions administratives. Alhora, també va fundar la Societat de Socors Mutus "La Fraternal", en una època en la qual la gent estava completament desprotegida davant les malalties i les defuncions. També va formar part del Sindicat Agrícola, que donaria temps després el Celler Cooperatiu d'Espolla. Encara hi caldria afegir els seus dots en el treball manual, amb tasques decoratives i de reparació.
I per un altre costat, com a delegat de l'Associació Catalanista d'Excursions Científiques (el futur Centre Excursionista de Catalunya) va donar a conèixer un seguit de restes arqueològiques, va identificar, estudiar i donar a conèixer els dòlmens de la Cabana Arqueta i de la Gutina, així com el menhir de la Murtra en un article de 1879 anomenat Monuments primitius d'Espolla. També va descobrir, gràcies a la incansable recerca en el territori, la Necròpolis hallstàtica dels Vilars el 1886.

## Publicacions
És autor d'un manual per a aprendre llegir titulat Primer libro de lectura manuscrita, que va aparèixer el 1881(del qual es feren més de trenta edicions), a més d'altres articles en publicacions especialitzades. També és molt interessant l'article publicat en la revista de l'ACEC Notes interessants sobre Espolla, Culera, Sureda i Bausitjas, que va servir per a autors posteriors i un altre de 1879 amb el títol d'Acta de la consagració de l'església de st. Martí de Bausitjas.

## Premi Antoni Balmanya
L'Editorial Nova Terra va crear l'any 1964 el Premi Antoni Balmanya, per premiar assaigs o obres sobre pedagogia. Entre els premiats, Octavi Fullat per "Reflexions sobre l'educació" (1964), Joaquim Ventalló per "Les escoles populars, ahir i avui" (1967), Josep Serra i Estruch per "Cinema formatiu" (1968) i Josep Pallach per "Instituts-pilot i reforma de l'ensenyament mitjà. L'experiència francesa" (1970).

## L'Ajuntament d'Espolla i Antoni Balmanya
Com a activitats lligades amb el centenari de la mort d'Antoni Balmanya, l'Ajuntament d'Espolla el juliol de 2015, va inaugurar el Racò d'en Balmanya com a recordatori de les seves activitats docents i científiques, i el 24 d'abril de 2016 va tenir lloc a la Sala d'actes de la Fraternal d'Espolla la presentació del documental "Antoni Balmanya. Un mestre pioner", amb la presència de l'alcalde del municipi Carles Lagresa i dels principals testimonis que prenen part en el documental, David Pujol, Salomó Marqués, Pilar Heras i Joan Vergés.